# Tonight (Jett Rebel)
"Tonight" is een nummer van de Nederlandse artiest Jett Rebel. Het nummer werd uitgebracht op zijn EP Mars uit 2014. Op 17 januari werd zowel de videoclip en als de single uitgegeven.

## Achtergrond
"Tonight" is geschreven en geproduceerd door Rebel. Het verscheen oorspronkelijk op zijn ep Mars uit 15 januari 2014. Hij liet zich inspireren voor het nummer door de feestavond uit de musical West Side Story. Het nummer was oorspronkelijk niet bedoeld om als single te worden uitgebracht. Nadat 3FM-dj Gerard Ekdom het begon te draaien tijdens zijn radioprogramma, werd het alsnog een single. 3FM verkoos de single tot Megahit. Desondanks wist de single in Nederland geen hitnoteringen te behalen. In Vlaanderen kwam het daarentegen op plaats 89 in de "Bubbling Under"-lijst met tips voor de Ultratop 50.

## NPO Radio 2 Top 2000
Tonight stond alleen in 2016 in de NPO Radio 2 Top 2000, op plek 1866.